# Zesboerenpolder
De Zesboerenpolder is een voormalig waterschap in de Nederlandse provincie Groningen.
Het schap lag ten oosten van Scheemda. De noordgrens lag bij de Midwolderraai, de oostgrens bij de Verlengde Kloosterlaan, de zuidgrens lag ten noorden van de bebouwde kom van Heiligerlee en de westgrens lag bij het Winschoterdiep. Het gemaal van de polder (een petroleummotorgemaal) sloeg uit op het Winschoterdiep.
Waterstaatkundig gezien ligt het gebied sinds 2000 binnen dat van het waterschap Hunze en Aa's.